# Morningstar, Inc.
Morningstar, Inc. é uma empresa provedora independente de dados e análise de investimentos com sede em Chicago, Illinois, nos Estados Unidos. Foi fundada em 1984 por Joe Mansueto. Em 2012, a Morningstar abriu um escritório no Brasil e já está presente em vários outros países da América Latina (México, Chile), América do Norte, Europa e Ásia.